# Neuchâtel (Schiff)
Die Neuchâtel ist ein 1912 erbauter Schaufelraddampfer, der bis 1968 auf dem Bieler-, Neuenburger- und Murtensee in der Schweiz verkehrte und nach einer Renovation ab Mai 2014 dort wieder im Dienst steht. Er hat eine Kapazität von 300 Personen.

## Geschichte
Das Schiff wurde 1912 von Escher Wyss AG in Zürich für den Transport von 550 Personen gebaut und verkehrte auf den Juraseen. Es ist der einzige in Fahrt befindliche Halbsalon-Dampfer in der Schweiz. Weil der Salon in den Rumpf eingebaut ist und der Kamin versenkbar ist, kann die Neuchâtel unter den Kanalbrücken hindurchfahren und so auf allen drei Seen verkehren.
1968 wurde die Neuchâtel wegen eines Kesseldefekts ausser Betrieb genommen. Bis 2006 war das Schiff ein schwimmendes Restaurant in Neuenburg. Das Restaurant wurde zunächst unter dem Namen Au vieux Vapeur betrieben und später in Au Bateau umbenannt. 1999 gründete der Journalist Denis Barrelet den Verein Trivapor, der sich den Kauf und die Restauration des Schiffs zum Ziel setzte. Mit Beiträgen des Bundes, der Loterie Romande, der Kantone Neuenburg und Waadt, vieler Ufergemeinden und privater Spender, darunter namentlich der Berner Zahnarzt und Mäzen Marc Oesterle, konnte die nunmalige Stiftung Trivapor die Neuchâtel 2007 kaufen und bis 2013 wieder in Betrieb setzen.
Da die originale Escher-Wyss-Dampfmaschine beim Umbau des Schiffes zu einem Restaurant verschrottet worden war, musste nach einem passenden Ersatz gesucht werden. Dieser wurde in Form der erhalten gebliebenen Maschine des Raddampfers Ludwig Fessler der Chiemsee-Schifffahrt gefunden. Diese ist mit der Nr. 576 die letzte Schiffsdampfmaschine, die von Maffei gebaut wurde. Sie wurde beim Umbau der Ludwig Fessler auf dieselelektrischen Antrieb 1973 entfernt und nach verschiedenen Eigentümerwechseln 2004 von Trivapor erworben.